# Thomas Carmody
Thomas Carmody (* 9. Oktober 1859 in Milo, New York; † 22. Januar 1922 in New Rochelle, New York) war ein US-amerikanischer Jurist und Politiker (Demokratische Partei).

## Werdegang
Die Kindheit von Thomas Carmody war vom Bürgerkrieg geprägt. Über seine Jugendjahre ist nichts weiter bekannt. Er studierte Jura an der Cornell Law School. Seine Zulassung als Anwalt erhielt er 1886. Von 1889 bis 1893 war er Bezirksstaatsanwalt im Yates County und von 1893 bis 1896 Chief Examiner in der State Civil Service Commission. Er nahm 1904 und 1912 als Delegierter an den Democratic National Conventions teil.
Bei den Wahlen im Jahr 1910 wurde er zum Attorney General von New York gewählt und 1912 wiedergewählt. Er bekleidete den Posten von 1911 bis 1914. Während seiner Amtszeit geriet er 1913 in eine Auseinandersetzung mit dem Zoodirektor William Temple Hornaday wegen des Bundesgesetzes betreffend Zugvögel, welches nach der Ansicht von Carmody verfassungswidrig war. Am 20. Juli 1914 gaben er und der stellvertretende Attorney General von New York Joseph A. Kellogg ihren Rücktritt zum 1. September 1914 bekannt. Ihre Absicht war es, mit dem Senator George A. Blauvelt am 61 Broadway in New York City eine Anwaltspraxis zu eröffnen.
Bei einem Fall in White Plains (New York) zog er sich eine Erkältung zu und verstarb vier Tage später an einer Lungenentzündung in seinem Haus an der 95 Locust Avenue in New Rochelle. Er wurde auf dem St. Michael’s Cemetery in Penn Yan (New York) beigesetzt.